# 지바현 제6구
지바현 제6구(일본어: 千葉県第6区)는 일본의 중의원 선거구이다. 1994년 일본 공직선거법 개정으로 신설되었다.

## 지역
- 이치카와시 일부 (지바현 제5구에 속하지 않는 북부 지역)
  - 본청 관할구역 중 일부
    - 이치카와 4초메, 이나고시마치, 기타고쿠분 1-4초메, 고노다이 1-6초메, 고쿠분 1-7초메, 시모카이즈카1-3초메, 스와다 1,2초메, 소야1-8초메, 나카코쿠분1-5초메, 히가시코쿠분 4,5초메, 히가시스가노 4,5초메, 호리노우치 1-5초메, 마마4,5초메, 미야쿠보1-6초메

  - 오가시와무라 관할구역
- 마쓰도시 (본청 관할구역)

1996년 신설 당시에는 이치카와 시 전역이 지바현 제5구에 속했지만, 2002년 선거구 개편으로 일부 지역이 제6구로 넘어왔다.